# El ventall de Lady Windermere
El ventall de Lady Windermere (en anglès: Lady Windermere's Fan) és una obra de teatre de quatre actes de l'escriptor irlandès Oscar Wilde, estrenada el 20 de febrer de 1892 al teatre Saint James de Londres.

## Composició
A l'estiu de 1891 Wilde ja havia escrit tres obres de teatre: Vera o els nihilistes i The Duchess of Padua havien tingut poc èxit, i Salomé encara no s'havia posat en escena. Imperturbable, va decidir escriure una altra obra, però va passar de la tragèdia a la comèdia. Va anar al Lake District al nord d'Anglaterra, on es va quedar amb un amic i més tard va conèixer a Robert Ross. Nombrosos personatges de l'obra semblen prendre els seus noms del nord d'Anglaterra: Lady Windermere del llac i la ciutat propera Windermere (tot i que Wilde havia fet servir "Windermere" abans a Lord Arthur Savile's Crime), la duquessa de Berwick de Berwick-upon-Tweed, Lord Darlington de Darlington. Wilde va començar a escriure l'obra a l'impuls de George Alexander, l'actor gerent del St James's Theatre. L'obra estava acabar a l'octubre. A Alexander li va agradar l'obra i li va oferir un avançament de 1.000 £ per ella. Wilde, impressionat per la seva confiança, va optar per agafar un percentatge, del qual guanyaria 7.000 £ només el primer any (961.500 £ de 2024).
Alexander era un gestor meticulós i ell i Wilde van començar revisions exhaustives i assajos de l'obra. Tots dos eren artistes talentosos amb idees fortes sobre el seu art. Wilde, per exemple, va posar èmfasi en l'atenció a les minuciositats estètiques més que en el realisme; es va resistir als amplis moviments escènics suggerits per Alexandre, fent broma que "els detalls no tenen importància a la vida, però en l'art els detalls són vitals". Aquests van continuar després la nit de l'estrena quan, a proposta dels dos amics i d'Alexander, Wilde va fer canvis per revelar gradualment la relació de la senyora Erlynne amb Lady Windermere al llarg de l'obra, en lloc de reservar el secret per a l'acte final. Malgrat aquestes diferències artístiques, tots dos eren professionals i la seva col·laboració va ser fructífera.
A la Biblioteca Memorial William Andrews Clark de la Universitat de Califòrnia, Los Angeles es conserva un manuscrit de l'obra.

## Argument
L'obra comença quan Lady Windermere descobreix que potser el seu marit té un affaire amb una altra dona. La duquessa de Berwick és qui ho ha fet saber. Lady Windermere s'enfronta al seu marit i li'n demana explicacions, però ell rebutja les acusacions i convida la seva suposada amant, l'Erlynne, al ball d'aniversari de la seva dona.
Ultratjada per la infidelitat del seu marit, Lady Windermere decideix abandonar-lo per seguir amb lord Darlington, un amic que acaba de confessar el seu amor envers ella.
Després del que ha passat, l'Erlynne segueix Lady Windermere fins a casa de lord Darlington i intenta convèncer-la perquè torni amb el seu marit.
Després d'una discussió en què finalment Lady Windermere cedeix a la pretensió de tornar a casa, totes dues dones han d'amagar-se en sentir diversos cavallers que s'atansen, entre els quals es troba lord Windermere i lord Darlington. Quan els homes entren a la casa xerren durant una estona, però un dels amics de lord Windermere troba el ventall de Lady Windermere, i ell el reconeix, acusa lord Darlington de tenir la seva dona amagada en algun lloc i exigeix que l'apartament sigui escorcollat. Aleshores apareix l'Erlynne, i confessa que ha agafat el ventall per error. D'aquesta manera sacrifica la seva reputació per salvar el matrimoni de Lady Windermere.